# Radijant
Radijant (prema lat. radians, genitiv radiantis: koji zrači, sja) je točka na nebeskoj sferi iz koje se čini da se širi roj meteora.

## Meteorski pljusak
Meteorski pljusak, meteorska kiša ili meteorski roj je pojava skupine meteora iz jedne točke na nebu (radijanta). U obilnome meteorskom pljusku u jednom satu pojavi se više desetaka ili stotina meteora. Pljusak traje od nekoliko sati do više dana. Meteorski pljuskovi potječu s putanja postojećih ili iščezlih kometa, najčešće se pojavljuju s periodom od jedne godine, na primjer Liridi (22. travnja), Perzeidi (11. ili 12. kolovoza), Andromedidi (14. studenoga), Leonidi (16. do 18. studenoga), Geminidi (13. prosinca) i drugi. Ovi su meteori zapravo svemirske krhotine koje velikim brzinama udaraju u Zemljinu atmosferu, pri čemu se na nebu, na putanji meteora, pojavljuju svijetle trake. Većina je dijelova manja od zrna pijeska, pa ih jako mali broj dospije do tla. Ostatci koji su dovoljno veliki da prežive pad nazivaju se meteoritima. Meteorske su kiše vrlo rijetka pojava, zbiju se tek nekoliko puta unutar jednog stoljeća. Pojam meteorske kiše (pljuska) neki poistovjećuju s pojmom meteorskog potoka, što je pogrešno.

### Što uzrokuje meteorske pljuskove
Kako se približavanjem kometa Suncu povećava temperatura na njegovoj površini, led se počinje topiti i topljenjem leda komet se počinje raspadati te se tom vrtnjom oko Sunca kometi mrve. Iza njega ostaje trag prašine i komadića stijena. Ako se kometova putanja presiječe sa Zemljinom i na Zemljinoj stazi ostavi prašine, Zemlja će svake godine ulijetati u taj oblak prašine. Zbog trenja zraka u atmosferi, čestice prašine se zapale i u atmosferi nakratko ostave sjajan trag - nastaje meteor. Visina na kojoj nastaju ti tragovi izgaranja je od 40 do 80 km. Brzina kojom udaraju je oko 62 km/s (Perzeidi), te je velika rijetkost da meteor dođe do tla.
Meteorski rojevi nastaju s ulaskom Zemlje u oblak sitnih krutih čestica. Promatrajući staze meteora, čini nam se, zbog perspektive, da izviru iz jednog područja neba; to je radijant. Meteorskih rojeva ima nekoliko desetaka i odlikuju se dobom godine kada se javljaju. Rojevi nastaju od kometa koji još postoje ili koji su već nestali. Čak je i za mnoge sporadičke meteore nađeno da stižu s kometskih staza. No to ne isključuje mogućnost da rojevi nastaju u području ekliptike i na neki drugi način. Kometi su praćeni oblakom praha koji je najveće gustoće u blizini samog kometa; oblak praha protegnut stazom zvat ćemo meteorskim potokom. Na stazama starih kometa, a i kometa koji su nestali, prah je rasprostrt jednoliko. Do razlike u jačini pljuskova od godine do godine dolazi ako prah nije rasprostrt jednoliko uzduž potoka, jer Zemlja nije u prilici prijeći potok uvijek na mjestu istog zgušćenja. Potoke meteora poremećuje osim toga privlačna sila planeta. Pljusak traje po više dana. Među rojevima ima takvih koji su otkriveni danju, uz pomoć radiolokacije. Oni mogu predstavljati iste rojeve koji se u drugom dijelu godine jave noću. Jedan od dnevnih jesu β - tauridi, a njemu odgovaraju noćni, tauridi.